# Glenn Gregory
Glenn Peter Gregory (Sheffield, 16 maggio 1958) è un cantante, musicista e tastierista britannico.

## Biografia
Membro fondatore degli Heaven 17, è la voce e il sassofonista del gruppo, oltre che uno dei tastieristi. L'artista è sposato dal 1983 con la cantante belga Sarah Osborne, voce degli Allez Allez.